# Ney András
Ney András (Nagyvárad, 1921. március 12. – Beér-Seva, 2010. április 18.) – erdélyi  matematikus. Apja Ney Pál ügyvéd, jogi szakíró.

## Életpályája
Szülővárosában érettségizett 1939-ben, tanulmányait a kolozsvári 
Ferenc József Tudományegyetemen kezdte, de auschwitzi deportálása miatt csak 1947-ben szerzett matematikatanári oklevelet. Pályáját szülővárosában tanárként kezdte (1945–1949), azután az Oktatásügyi Minisztérium szakreferense és a bukaresti Pedagógiai Főiskola lektora (1949–1954), tankönyvszerkesztő, majd a Bolyai Tudományegyetemen, ill. a Babeș–Bolyai Tudományegyetemen oktatott (1954–1980). 1968-ban doktorált matematikából Sorok vizsgálata lineáris terekben c. dolgozatával. A matematikai analízist tanította főleg kémikus és fizikus hallgatóknak. Nagy fontosságot tulajdonított a matematika alkalmazhatóságának, ezért előadásai mindig színesek voltak, elnyerték a hallgatók tetszését.
1980-ban kivándorolt Izraelbe, ahol 1980–1981-ben Tel-Avivben az egyetem matematikai intézetében kutatóként dolgozott, majd 1991-es nyugdíjazásáig  a tanárképző intézetben tanított.

## Munkássága
Kutatói tárgyköre a matematikai és numerikus analízis. Szakdolgozatait a Studia Universitatis Babeş-Bolyai,  a Revue Roumaine de Mathematique, a Revue d'analyse numérique et de la theorie de l'aproximation és a Mathematica (Cluj) szakfolyóiratokban közölte  románul és németül, a Tel-Aviv-i egyetem kiadványaiban pedig angolul. Magyar nyelvű oktatással-neveléssel kapcsolatos cikkeit az izraeli Új Kelet folyóirat és  Zsidlic emlékfüzetek közölték.
A Kriterion kiadó kiadásában 1983-ban megjelent Matematikai kislexikon matematikai analízis és komplex függvénytan tárgykörébe tartozó címszavainak szerzője, de az országból való távozása miatt nevét nem tüntethették fel a társszerzők között, csupán névtelenül köszönhették meg a munkáját a bevezetőben.
Az 1990-es rendszerváltozáskor felvette a kapcsolatot kolozsvári volt kollégáival, 
tanulmányokat közölt egyetemi kiadványokban, támogatta a kolozsvári Matlap kiadását.

### Könyvei
- Curs de analiză matematică, vol. 1. 1972, vol. 2. 1974. Univ. Babeş-Bolyai (sokszorosított egyetemi jegyzet)
- Merj gondolkodni, Haifa, 2001.
- Rá kellett eszmélnem, Haifa, 2002.
- Életszakaszok. Tények – vívódások, Haifa, 2003.

### Cikkei (válogatás)
- Contributions à la théorie de la convergence des suites et des séries d'ensembles dans P(E). I. Mathematica (Cluj) 13(36), 127-139 (1971).
- Représentations analytiques pour quelques fonctions fondamentales de la théorie des probabilités,  Math., Rev. Anal. Numér. Théor. Approximation 2, 89-98 (1973).
- Note sur un genre d'extensions du théorème de contraction de Banach, Math., Rev. Anal. Numér. Théor. Approximation 3, 63-71 (1974).
- Contributions à la théorie de la convergence des suites et des séries d'ensembles dans P(E). III: Clans topologiques, Mathematica (Cluj),  16(39), 109-129 (1974).
- Complements regardant la rapidite de convergence des séries,  Math., Rev. Anal. Numér. Théor. Approximation, 5, 189-192 (1976).
- Observations concernant la formule d'extrapolation d'Aitken, Math., Rev. Anal. Numér. Théor. Approximation, 5, 59-62 (1976)
- Notions de convergence dans un clan et topologies definies par elles,  Math., Rev. Anal. Numér. Théor. Approximation,  6, 57-80 (1977).